# Walter Dauge
Walter Désiré Dauge (Flénu, 24 oktober 1907 - aldaar, 30 juni 1944) was een Belgisch trotskistisch politicus. Hij is de grondlegger van het daugisme.
Dauge was eerst lid van de socialistische Belgische Werklieden Partij, richtte later de Revolutionair Socialistische Partij op, en was tijdens de Tweede Wereldoorlog mogelijk lid van de extreemrechtse partij Rex.

## Biografie
Walter Dauge was de zoon van een mijnwerkersgezin. Op vijfjarige leeftijd leed hij aan rachitis, een ziekte die met name veel voorkwam onder lagere sociale klassen.
Hij studeerde in 1927 af aan het Atheneum van Bergen, waarna de opleiding rechten aanvatte aan de Université libre de Bruxelles, waar hij politieke actief werd in de socialistische studentenbeweging. In 1928 was hij lid van het uitvoerend bureau van socialistische studenten en redacteur van hun tijdschrift L'Etudiant socialiste. Tegelijk werd hij actief in de Socialistische Jonge Wacht. Hij zette zijn studie in 1930 stop omwille van gezondheidsproblemen, waarna hij ging werken voor de radio en op het partijbureau van de Belgische Werklieden Partij.
Dauge werd trotskist rond 1932, na stakingen in de koolmijnen in de Borinage. In 1933 richtte hij met Paul-Henri Spaak de L'Action Socialiste op, die vooral in de Borinage actief was. Spaak verliet deze beweging in 1935 toen hij minister werd, waarna Dauge de groep richting trotskisme stuurde.
Binnen de Belgische Werklieden Partij was Dauge lid van de trotkistische Action Socialiste Révolutionnaire (ASR). De ASR-fractie kwam in december 1935 in botsing kwamen met de partijleiding van de BWP omdat ze zich uitsprak voor de oprichting van de Vierde Internationale.
Toen Dauge in 1936 weigerde het partijprogramma van de BWP nog te ondertekenen, werd hij uit de partij gezet en met hem iedereen die het niet met hem eens was. Tijdens de Belgische verkiezingen 1936 kwam de ASR met Dauge op als onafhankelijke partij, gesteund door Georges Vereekens Spartacus-groep. De ASR behaalde in de Borinage een 7000-tal stemmen, 8,45% van het stemmentotaal in de streek. Dit was minder dan waar de ASR op hoopte en Dauge werd niet verkozen.
De ASR haalde tijdens de verkiezingen weinig successen, en herenigde zich op 11 oktober 1936 met de fractie-Vereeken tot de Revolutionair Socialistische Partij (RSP), met Dauge als partijleider. Hij werd in 1937 opgevolgd door Vereeken.
In 1938 verzette Dauge zich tegen het oprichten van een trotskistische vakbond, een idee waar veel partijleden in de Borinage wel voor gewonnen waren. Hij won dat jaar met zijn partij 40% van de stemmen (genoeg voor een meerderheid van zes van de elf zetels) in de gemeenteraad van Flénu. Koning Leopold III van België weigerde echter Dauge te benoemen als burgemeester omwille van Dauges revolutionaire ideeën.
In september 1939 werd Dauge gearresteerd door de Belgische regering. Georges Vereeken beweerde dat tijdens zijn eerste arrestatie is begonnen samenwerken met de politie, en dat hij had verraden dat Vereeken de auteur was van een pamflet onder de schuilnaam Give.
Een aantal leden van de PSR wilden Dauge hierop uit de partij zetten, maar Léon Lesoil vond een waarschuwing voldoende.
De RSP hield in 1939 na interne meningsverschillen op te bestaan. Dauge stapte uit de Vierde Internationale en ging zijn eigen weg, zonder nog samen te werken met de voormalige trotskistische kameraden.
Dauge werd opnieuw gearresteerd op 11 mei 1940, een dag na het uitbreken van de Tweede Wereldoorlog in België, waarna hij werd opgesloten in het Fort van Hoei. Hij werd begin juni vrijgelaten na een tussenkomst van Hendrik De Man.
Het is onduidelijk hoe, maar Dauge is gedurende de oorlog klaarblijkelijk begonnen samenwerken met de extreemrechtse rexisten. Omstreeks 1944 werd Dauge burgemeester van Flénu, nadat het verzet de zittende rexistische burgemeester had vermoord. Dauge werd op zijn beurt op 30 juni 1944 thuis vermoord in nooit opgehelderde omstandigheden.
Pierre Ruelle (die Dauge persoonlijk heeft gekend) beweert dat hij in 1944 toen Ruelle verzetslid was, een brief zag getekend door de rexistische voorman Léon Degrelle waarin hij Dauge aanspreekt met "Mon chere Walter". Ruelle speculeert dat de moord op Dauge in 1944 dan ook mogelijk een daad was van de verzetsbeweging. Ook andere bronnen stellen dat Dauge tijdens de oorlog was overgelopen naar het rexisme.